# Octomeria flabellifera
Octomeria flabellifera är en orkidéart som beskrevs av Guido Frederico João Pabst. Octomeria flabellifera ingår i släktet Octomeria och familjen orkidéer. Inga underarter finns listade i Catalogue of Life.